# 御宿政綱
御宿 政綱（みしゅく まさつな、永禄11年（1568年） - 元和9年（1623年））は、戦国時代から江戸時代前期の武将。
御宿友綱の次男。御宿政友の弟。通称は源太。子に政秀（善太夫）。

## 略歴
武田信玄・勝頼に仕えた後、武田氏の滅亡に伴い、父と共に後北条氏を頼り、板部岡融成の家臣となり22貫（1貫 = 1～2石）の知行を受けている。
天正18年（1590年）の小田原征伐で後北条氏が没落すると、松平忠輝に仕える。元和2年（1616年）に忠輝は改易されるが、その後の政綱の動向は不明で、他家に再仕官したのか、帰農したのかは定かではない。
元和9年（1623年）に信濃国で死去した。享年56。

## その他
「御宿勘兵衛」の通称で有名な御宿政友は兄であるが、御宿政友の実父は武田信玄六男・葛山信貞だという伝説がある。